# Godmanstone
Godmanstone è un villaggio e parrocchia civile dell'Inghilterra, appartenente alla contea del Dorset.